# Gordon Thomas (Autor)
Gordon Thomas (geboren 21. Februar 1933 in Wales; gestorben 3. März 2017 in Bath, England) war ein britischer politischer und Investigativjournalist sowie Schriftsteller: Er veröffentlichte 56 Bücher, die in mindestens 27 Sprachen übersetzt wurden und insgesamt eine Auflage von über 45 Millionen Exemplaren erzielten (Stand 2012).

## Leben
Gordon Thomas’ Vater war Berufssoldat bei der Royal Air Force, so dass die Familie an verschiedenen Orten wohnte. Thomas besuchte Schulen in den Vereinigten Staaten, in Südafrika und in Bedford. Mit siebzehn Jahren schrieb er sein erstes Buch Descent Into Danger, dessen Inhalt von Spionage handelt, ein Thema, das Thomas fortan immer wieder beschäftigte. Sein Cousin Dylan Thomas unterstützte ihn bei der Publikation des Buches. In seinem zweiten Roman Bed of Nails griff er auf Erfahrungen zurück, die er ein Jahr lang als Helfer in einem Fahrgeschäft auf Rummelplätzen sammelte.
Seit der Sueskrise 1956 arbeitete er als Auslandsreporter in Krisengebieten der britischen Außenpolitik, sein letzter Einsatz vor seiner Pensionierung war im Ersten Golfkrieg. Thomas schrieb und produzierte für die Fernsehmagazine der BBC Man Alive, Tomorrow’s World und Horizon.
Thomas spezialisierte sich sowohl als Journalist wie als Literat auf das Thema Geheimdienste und erschien bei Geheimdienstaffären regelmäßig als Experte in den Medien. Sein Buch Gideon’s Spies: Mossad’s Secret Warriors war bei Channel Four Grundlage für eine Sendereihe über den Mossad. Die Recherchearbeit wurde vom Mossad unterstützt. Thomas verdächtigte den Mossad der Ermordung von Gerald Bull 1990.
Der 1976 gedrehte Film Reise der Verdammten beruht auf Thomas’ und Max Morgan-Witts’ Tatsachenroman Voyage of the Damned (1974) über die Irrfahrt der 937 deutsch-jüdischen Flüchtlinge über den Atlantik, entlang der nordamerikanischen Küste und zurück nach Europa auf dem Hamburger Schiff St. Louis im Jahr 1939. Der 1980 erschienene Film Der Tag, an dem die Welt unterging beruht auf Thomas’ und Max Morgan-Witts’ Roman The Day their World Ended über den Ausbruch des Vulkans Montagne Pelée 1902. Im Jahr 2002 veröffentlichte er eine Biografie über Robert Maxwell. Auf der Basis von ungeöffneten Akten des Vatikans schrieb Thomas 2012 ein neues Buch über die Haltung des Papsttums zum Holocaust. Thomas’ Darstellung wurde als beschönigend kritisiert.
Thomas wohnte mit seiner Frau in Irland und England, sie haben fünf Kinder großgezogen.

## Schriften (Auswahl)
- 1969: The Day their World Ended. Gordon Thomas, Max Morgan-Witts. New York, Stein and Day
  - Die Feuerwolke. Übersetzung: Alf Lindström. Zürich, Schweizer Verlagshaus, 1970
- 1971: Earthquake. Gordon Thomas, Max Morgan-Witts. New York, Stein and Day
  - Erdbeben. Die Zerstörung von San Francisco. Übersetzung Ingeborg Schauer. Zug, Bergh, 1975
- 1972: The strange fate of the Morro Castle. Gordon Thomas, Max Morgan-Witts. New York, Stein and Day
  - Das seltsame Schicksal der Morro Castle. Übersetzung Ingeborg Schauer. Zug, Bergh, 1973
- 1974: Voyage of the Damned. The Voyage of the St. Luis. Gordon Thomas, Max Morgan-Witts. London, Hodder and Stoughton. ISBN 978-0-34018-120-1
  - Das Schiff der Verdammten. Die Irrfahrt der St. Louis. Übersetzung Helmut Kossodo. Zug, Bergh, 1976. ISBN 3-880-65044-6
- 1975: The day Guernica died. Gordon Thomas, Max Morgan-Witts. New York, Stein and Day
  - Der Tag, an dem Guernica starb. Eine Tragödie der europäischen Geschichte. Übersetzung Günter Panske. Zug, Bergh, 1978
- 1977: Ruin from the Air. The Enola Gay’s Atomic Mission to Hiroshima. Gordon Thomas, Max Morgan-Witts. London, Stein and Day
  - Tod über Hiroshima. Eine Bombe prägte die Weltgeschichte. Übersetzung Günter Panske. Unterägeri (Zug), Bergh in d. Europabuch-AG, 1981
- 1979: The Day the Bubble Burst. A Social History of the Wall Street Crash of 1929. Gordon Thomas, Max Morgan-Witts. Garden City, N.Y., Doubleday
- 1981: Trauma. The search for the cause of Legionnaires’ disease. Gordon Thomas, Max Morgan-Witts. London, Hamilton
- 1982: Anatomy of an epidemic. Gordon Thomas, Max Morgan-Witts. Garden City, N.Y., Doubleday
- 1983: Pontiff. Gordon Thomas, Max Morgan-Witts. Garden City, N.Y., Doubleday
  - Der Vatikan : Mechanismen kirchlicher Macht. Übersetzung Ingo Angres. Zürich, Diana-Verlag, 1984
- 1986: Desire and Denial: sexuality and vocation – a church in crisis (E-Book 2014: Desire and Denial. Celibacy and the Church). Gordon Thomas. Boston, Brown Little
- 1987: The Trial. The Life and Inevitable Crucifixion of Jesus (Alternativtitel: The Jesus conspiracy. The life and crucifixion of Christ; auch: ~and inevitable crucifixion~; auch: The Jesus Conspiracy. An Investigative Reporter’s Look at an Extraordinary Life and Death). Gordon Thomas. London, Bantam Press. ISBN 978-0-593-01141-6
  - Das Jesus-Urteil. Hintergründe eines politischen Mordes. Übersetzung Bernd Rullkötter. Zug, Buch- und Schallplattenfreunde, 1991
- 1989: Journey Into Madness. The True Story of Secret CIA Mind Control and Medical Abuse. Gordon Thomas. London, Bantam Press. ISBN 0-553-05357-4
- 1990: Enslaved: Investigation into Modern-day Slavery. Gordon Thomas. London, Bantam Press. ISBN 978-0-593-01688-6
- 1991: Chaos under heaven. The shocking story of China’s search for democracy. Gordon Thomas. Secaucus, N.J., Carol Pub. Group
- 1992: Deadly perfume. An international thriller. Gordon Thomas. New York, HarperCollins
  - Parfüm des Todes. Thriller. Übersetzung Diethard H. Klein. Rastatt, Hestia, 1992
- 1998: Magdalene: The Woman Who Loved Jesus. Gordon Thomas. Oxford, Lion. ISBN 978-0-745-93809-7
- 1999: Gideon’s Spies: The Secret History of the Mossad (Alternativtitel: Gideon’s Spies. The Inside Story of Israel’s Legendary Secret Service The Mossad). Gordon Thomas. New York, St. Martin’s Press. ISBN 0-312-25284-6
  - Die Mossad-Akte. Israels Geheimdienst und seine Schattenkrieger. Übersetzung Hans Binder. München, Lichtenberg, 1999
- 2001: Seeds of Fire: China and the Story Behind the Attack on America. Gordon Thomas. Dandelion Books. ISBN 1-893-30254-7
- 2001: Cancer Doctor. The Biography of Josef Issels, M.D. Gordon Thomas. Dandelion Books. ISBN 978-1-893-30218-1
- 2002: The Assassination of Robert Maxwell: Israel’s Superspy. The Life and Murder of a Media Mogul. Gordon Thomas, Martin Dillon. New York, Carroll and Graf
- 2008: Secrets and Lies: A History of CIA Mind Control and Germ Warfare. Gordon Thomas. JR Books Ltd. ISBN 978-1-906-21772-3
- 2009: Secret Wars. One Hundred Years of British Intelligence Inside MI5 and MI6 (Alternativtitel: Inside British Intelligence: 100 Years of MI5 and MI6). Gordon Thomas. Thomas Dunne Books. ISBN 978-0-312-37998-8
- 2012: The Pope’s Jews: The Vatican’s Secret Plan to Save Jews from the Nazis (Thriller). Gordon Thomas. New York, Thomas Dunne Books. ISBN 978-0-312-60421-9
- 2016: Shadow Warriors. Daring Missions of World War II by Women of the OSS and SOE. Gordon Thomas, Greg Lewis. Amberley Publishing. ISBN 978-1-445-66144-5
- Der Plan. Thriller. Übersetzung Heinz Zwack. Bergisch Gladbach, Bastei-Verlag Lübbe, 1996. ISBN 978-3-404-12535-7
- Herzjäger. Thriller. Übersetzung Heinz Zwack. Bergisch Gladbach, Bastei-Verlag Lübbe, 1997. ISBN 978-3-404-12663-7
- Die Giftspur. Thriller. Übersetzung Michael Kubiak. Bergisch Gladbach, Bastei-Verlag Lübbe, 1998. ISBN 978-3-404-13923-1